# Црна луња
Црна луња (лат. Milvus migrans) птица је селица из реда орлова и јастребова. Име рода Milvus потиче из латинског језика и представља назив рода луње, док латинска реч migrans употпуњава назив врсте и води порекло од глагола migrare што значи селити се, мигрирати. Према Црвеној књизи фауне Србије III - Птице, ово је угрожена врста.

## Опис
Дужина тела од врха репа до врха кљуна је од 48 до 58 центиметара, а распон крила је између 130 и 155 центиметара. Као и код свих птица грабљивица, женка црне луње је крупнија од мужјака и тежи од 750 до 1080 грама, док маса мужјака варира у опсегу од 630 до 928 грама. Од риђе луње је нешто мања, а осим по величини разликује се и по тамној обојености перја и незнатно краћим крилима и репу. Такође, врх крила је шири, а реп је мање рачваст и одозго је сивкастосмеђ, док је код претходне врсте изразито риђ. Број видљивих примарних летних пера је већи, а основа истих је светла, па је то одваја од еје мочварице. Док клизи, усек у репу је видљив, али ако кружи, реп је потпуно раширен и усек није најупадљивији, па је неискусно око може помешати са тамном морфом патуљастог орла. Ипак, патуљасти орао има светли надрепак и беле мрље на раменима.

## Распрострањеност и станиште
Настањује већи део Европе, Азије и Африке, Мадагаскар, Малајско-филипински архипелаг и Аустралију. Европске популације су типичне селице које зимују у Подсахарској Африци. Најчешће се гнезди на рубовима низијских, листопадних, водоплавних шума, у долинама великих равничарских река или у близини других водених станишта (мочваре, баре, шарански рибњаци). Храну тражи на пашњацима, водоплавним ливадама и осталим природним травним заједницама, дуж већих водотокова, на стајаћим водама са слободном воденом површином и на интензивно обрађиваним и мозаичним пољопривредним површинама.

### Подврсте
На свету постоји 7 подврста црне луње и свака има другачије распрострањење:
- M. m. migrans  - Насељава Зеленортска острва, северозападну Африку, јужну и централну Европу на исток све до западног Пакистана; зимује у подсахарској Африци.
- M. m. govinda  - Насељава подручје од Пакистана на исток, преко Индије, Шри Ланке, покрајине Јунан у Кини све до Индокине и Малајског полуострва.
- M. m. formosanus  - Насељава Тајван и Хајнан у Кини.
- M. m. affinis  - Насељава острво Сулавеси, Молучка острва, Мала Сундска острва на исток до острва Тимор, источну Нову Гвинеју и север Аустралије до државе Викторија.
- M. m. lineatus  - Насељава подручје од планине Урал на исток преко Сибира до реке Амур, север Кине, Индије и Бурме и Рјукју острва; зимује на југу Ирака и Индије и у југоисточној Азији.
- M. m. aegyptius  - Насељава Египат, запад Арабијског полуострва и обалу источне Африке на југ до Кеније.
- M. m. parasitus  - Насељава подсахарску Африку, Коморска острва и Мадагаскар.

## Биологија
Грабљивица средње величине. Храни се ситним сисарима, рибом (најчешће угинулом или болесном), гмизавцима, водоземцима и крупним инсектима. Често се храни стрвином и отпацима, а неретко претражује и депоније за одлагање смећа. Забележено је чак и да се храни плодовима уљаних палми. Гнезди се углавном појединачно, ређе у групама. Гнездо гради на дрвећу, а често користи и стара гнезда крупних врста птица. Репродуктивна сезона у Србији траје од априла до јуна, а сеоба од августа до октобра. Европске популације се селе преко Гибралтара, у мањем броју преко Италије и Сицилије, као и преко Босфора. Ван периода гнежђења је друштвена птица и обично ноћи и сели се у мањим јатима.

## Угроженост
Историјски гледано главне претње по црну луњу су тровање, убијање из ватреног оружја и загађење воде пестицидима и осталим хемикалијама. Због употребе пестицида у пољопривреди, као гнездарица, је нестала из Израела још 1950. Тровање лешина којима се храни и загађење воде још увек изазивају пад бројности у Европи и делу Азије. За разлику од многих врста, црна луња се успешно прилагодила животу у близини човека, али модерни градови ипак уништавају станишта која ова врста насељава, па је евидентиран пад бројности и смањена успешност гнежђења популација које живе у близини великих градова као жто су Њу Делхи и Истанбул. У Западној Африци врста је угрожена због сече шума, прекомерне испаше и употребе пестицида. Високо је рањива због судара са ветрогенераторима.

## Црна луња у Србији
У Срему је почетком 19. века била бројнија од мишара. Веома честа гнездарица северних делова земље све до половине 20. века. Матвејев наводи да је типична птица водоплавних шума Србије, а да је најбројнија уз Саву и Дунав, док већ у Шумадији потпуно одсуствује. Након 1950. више није толико честа и бројна у Војводини. У савременом периоду се гнезди уз Дунав, Саву и Тису, а повремено је у репродуктивном периоду бележена и у другим деловима Србије. Орнитолози процењују да популација броји између 34 и 45 гнездећих парова и да бројност исте опада. Према Црвеној књизи фауне Србије III - Птице, гнездећа популација ове врсте је угрожена.
Фактори угрожавања у Србији:
- нестанак мочварних подручја, замирање шаранских рибњака, смањивање плавних зона око равничарских река на којима се храни
- интензивирање пољопривреде кроз стварање монокултура, преоравање ливада и пашњака
- уређивање и сеча старих шума смањује доступност погодних стабала за гнежђење; узнемиравање јединки шумарским и другим радовима у близини гнезда
- претварање природних плавних шума у плантаже клонских топола
- загађење пољопривредног земљишта и водотокова смањује доступност хране и повећава опасност од тровања
- употреба фурадана за тровање предатора домаћих животиња и дивљачи (шакал, лисица..); криволов
- електрокуција са далеководима средњег напона и колизија са далеководима високог напона
- колизија са ветротурбинама